# Orbigny-au-Mont
Orbigny-au-Mont és un municipi francès situat al departament de l'Alt Marne i a la regió del Gran Est. L'any 2007 tenia 161 habitants.

## Demografia

### Població
El 2007 la població de fet d'Orbigny-au-Mont era de 161 persones. Hi havia 60 famílies de les quals 12 eren unipersonals (4 homes vivint sols i 8 dones vivint soles), 28 parelles sense fills i 20 parelles amb fills.
La població ha evolucionat segons el següent gràfic:
Habitants censats

### Habitatges
El 2007 hi havia 69 habitatges, 61 eren l'habitatge principal de la família, 5 eren segones residències i 3 estaven desocupats. 67 eren cases i 1 era un apartament. Dels 61 habitatges principals, 56 estaven ocupats pels seus propietaris, 4 estaven llogats i ocupats pels llogaters i 1 estava cedit a títol gratuït; 1 tenia dues cambres, 11 en tenien tres, 12 en tenien quatre i 37 en tenien cinc o més. 36 habitatges disposaven pel capbaix d'una plaça de pàrquing. A 22 habitatges hi havia un automòbil i a 29 n'hi havia dos o més.

### Piràmide de població
La piràmide de població per edats i sexe el 2009 era:
| Homes | Edats   | Dones |
| ----- | ------- | ----- |
| 0     | 95 o +  | 0     |
| 0     | 90 a 94 | 0     |
| 0     | 85 a 89 | 4     |
| 0     | 80 a 84 | 0     |
| 4     | 75 a 79 | 4     |
| 0     | 70 a 74 | 0     |
| 12    | 65 a 69 | 0     |
| 0     | 60 a 64 | 8     |
| 4     | 55 a 59 | 12    |
| 4     | 50 a 54 | 8     |
| 12    | 45 a 49 | 8     |
| 4     | 40 a 44 | 4     |
| 4     | 35 a 39 | 4     |
| 0     | 30 a 34 | 8     |
| 4     | 25 a 29 | 0     |
| 4     | 20 a 24 | 4     |
| 4     | 15 a 19 | 4     |
| 8     | 10 a 14 | 12    |
| 4     | 5 a 9   | 8     |
| 0     | 0 a 4   | 0     |

## Economia
El 2007 la població en edat de treballar era de 106 persones, 74 eren actives i 32 eren inactives. De les 74 persones actives 66 estaven ocupades (35 homes i 31 dones) i 8 estaven aturades (3 homes i 5 dones). De les 32 persones inactives 12 estaven jubilades, 11 estaven estudiant i 9 estaven classificades com a «altres inactius».

### Ingressos
El 2009 a Orbigny-au-Mont hi havia 66 unitats fiscals que integraven 168 persones, la mediana anual d'ingressos fiscals per persona era de 17.194 €.

### Activitats econòmiques
Dels 3  establiments que hi havia el 2007, 2 eren d'empreses de construcció i 1 d'una empresa de serveis.
Els 2 serveis als particulars que hi havia el 2009 eren paletes.
L'any 2000 a Orbigny-au-Mont hi havia 8 explotacions agrícoles.

## Equipaments sanitaris i escolars
El 2009 hi havia una escola elemental integrada dins d'un grup escolar amb les comunes properes formant una escola dispersa.

## Poblacions més properes
El següent diagrama mostra les poblacions més properes.